# Кейн, Тодд
Тодд Артур Люсьен Кейн (англ. Todd Arthur Lucien Kane; род. 17 сентября 1993, Хантингдон, Кембриджшир) — английский футболист, защитник клуба «Ковентри Сити», выступающий на правах аренды за «Чарльтон Атлетик».

## Клубная карьера

### «Челси»
Тодд Кейн родился в Хантингдоне, с 2001 года он прошёл все уровни футбольной Академии «Челси». В сезоне 2010/11 он выступая в резервной команде «Челси» выиграл плей-офф Национальной премьер-лиги для резервистов. В сезоне 2011/12, в составе молодёжной команды стал обладателем Молодёжного кубка Англии. В июле 2011 года он подписал первый профессиональный контракт с «Челси». В сезоне 2011/12 Кейн вместе с основной командой полетел в Мюнхен на финал Лиги чемпионов УЕФА 2012, который «Челси» выиграл по пенальти 4:3. 3 августа 2015 года Кейн подписал новый трёхлетний контракт с «Челси» до 2018 года.

### Аренда в «Престон Норт Энд»
В ноябре 2012 года Кейн перешёл на правах аренды в «Престон Норт Энд» до января 2013 года. 24 ноября дебютировал на профессиональном уровне против «Лейтон Ориент» (0:2). За время своего пребывания на Дипдейле провёл в общей сложности 6 матчей.

### Аренда в «Блэкберн Роверс»
9 января 2013 года был отдан в аренду «Блэкберн Роверс» на один месяц. 11 января дебютировал за «Риверсайдцев» в матче против «Вулверхэмптон Уондерерс» (1:1). 15 марта 2013 года Кейн продлил арендное соглашение ещё на месяц. 17 апреля аренда Кейна ещё была продлена до конца сезона 2012/13. 25 апреля 2013 года Кейн подписал новый контракт с «Челси» до 2016 года.
25 июня 2013 года Тодд вернулся «Блэкберн Роверс» на правах аренды на весь сезон 2013/14. 24 августа 2013 года он забил свой первый гол в профессиональной карьере в матче против «Барнсли» (5:2). Второй гол Тодд забил 21 апреля в победе 4:2 над «Бирмингем Сити», эта игра стала его последней за «Блэкберн Роверс».

### Аренда в «Бристоль Сити»
14 ноября 2014 года «Бристоль Сити» подписал Тодда на правах аренды на два месяца до 18 января. 15 ноября 2014 года Тодд дебютировал за «Бристоль Сити», выйдя на замену в матче против «Суиндон Таун» (0:1). 7 декабря Кейн в матче против «Телфорд Юнайтед» в рамках Кубка Англии дебютировал в основе «Малиновок» и отыграл 90 минут (1:0). В дополнительное время получил травму плеча от Годфри Поку

### Аренда в «Ноттингем Форест»
После окончания аренды в «Бристоль Сити», 8 января 2015 года, Кейн был отдан в аренду клубу Чемпионата Футбольной лиги «Ноттингем Форест» до конца сезона 2014/15. 10 января 2015 года Кейн дебютировал за «Ноттингем Форест» в матче против «Шеффилд Уэнсдей» (0:2). После своего дебюта Тодд провёл три игры подряд в стартовом составе команды Стюарта Пирса, в том числе в выездной победе над «Дерби Каунти» (2:1).
После увольнения Стюарта Пирса ему на смену пришёл Дуги Фридмен, и роль Кейна в команде была значительно снижена, за 7 игр он попадал в стартовый состав только два раза и то в качестве неиспользованной замены в обеих играх. Он не играл до 7 марта, когда вернулся в стартовой состав на матч против «Мидлсбро»; матч закончился победой 2:1 в Ноттингеме. 6 апреля Кейн вышел на замену, заменив Тайлера Уолкера на 75-й минуте матча против «Брентфорда». Всего через две минуты после выхода со скамейки Кейн забил дебютный гол за «Форест» в ворота Бена Осборна; хотя двух голов Кейна и Уолкера не хватило для победы, команды сыграли 2:2

### Аренда в НЕК
6 августа 2015 года Кейн перешёл в клуб НЕК, выступающий в Эредивизи, на правах аренды сроком на один сезон. 12 августа дебютировал в Эредивизи, выйдя на замену в матче 1-го тура против «Эксельсиора» (1:0), провел на поле 15 минут. 23 августа дебютировал в основном составе в матче 3-го тура против «Аякса» (0:2). В январе 2016 года многолетний капитан НЕК Ренс ван Эйден начал переговоры с «Динамо Москва», но после переговоров он решил не ехать. После этих событий он остался в клубе, но потерял капитанскую повязку, которая была предложена Кейну и Брэду Джонсу. Кейн отказался в пользу более опытного Джонса, став вице-капитаном команды. 10 апреля забил первый гол в Эредивизи в ворота «Утрехта» (1:3).

## Международная карьера
Кейн впервые был вызван в сборную, чтобы представить команду до 19 лет на товарищеском турнире в Лиможе в октябре 2011 года. 8 августа 2013 года он был вызван в молодёжную сборную Англии на товарищеский матч со сборной Шотландии, но на поле так и не появился.

## Статистика выступлений
| Клуб                      | Сезон      | Лига         | Лига  | Лига | Кубок | Кубок | Кубок лиги | Кубок лиги | Другое | Другое | Итог  | Итог |
| Клуб                      | Сезон      | Дивизион     | Матчи | Голы | Матчи | Голы  | Матчи      | Голы       | Матчи  | Голы   | Матчи | Голы |
| ------------------------- | ---------- | ------------ | ----- | ---- | ----- | ----- | ---------- | ---------- | ------ | ------ | ----- | ---- |
| Челси                     | 2012/13    | Премьер-лига | 0     | 0    | 0     | 0     | 0          | 0          | 0      | 0      | 0     | 0    |
| Челси                     | 2013/14    | Премьер-лига | 0     | 0    | 0     | 0     | 0          | 0          | 0      | 0      | 0     | 0    |
| Челси                     | 2014/15    | Премьер-лига | 0     | 0    | 0     | 0     | 0          | 0          | 0      | 0      | 0     | 0    |
| Челси                     | 2015/16    | Премьер-лига | 0     | 0    | 0     | 0     | 0          | 0          | 0      | 0      | 0     | 0    |
| Челси                     | 2016/17    | Премьер-лига | 0     | 0    | 0     | 0     | 0          | 0          | 0      | 0      | 0     | 0    |
| Челси                     | 2017/18    | Премьер-лига | 0     | 0    | 0     | 0     | 0          | 0          | 0      | 0      | 0     | 0    |
| Челси                     | 2018/19    | Премьер-лига | 0     | 0    | 0     | 0     | 0          | 0          | 0      | 0      | 0     | 0    |
| Челси                     | Итог       | Итог         | 0     | 0    | 0     | 0     | 0          | 0          | 0      | 0      | 0     | 0    |
| Престон Норт Энд (аренда) | 2012/13    | Лига 1       | 3     | 0    | 2     | 0     | 0          | 0          | 0      | 0      | 5     | 0    |
| Блэкберн Роверс (аренда)  | 2013/14    | Чемпионшип   | 41    | 2    | 0     | 0     | 0          | 0          | 0      | 0      | 41    | 2    |
| Бристоль Сити (аренда)    | 2014/15    | Лига 1       | 5     | 0    | 2     | 0     | 0          | 0          | 0      | 0      | 7     | 0    |
| Ноттингем Форест (аренда) | 2014/15    | Чемпионшип   | 8     | 1    | 0     | 0     | 0          | 0          | 0      | 0      | 8     | 1    |
| НЕК (аренда)              | 2015/16    | Эредивизи    | 31    | 1    | 3     | 0     | 0          | 0          | 0      | 0      | 34    | 1    |
| Гронинген (аренда)        | 2017/18    | Эредивизи    | 11    | 0    | 1     | 0     | 0          | 0          | 0      | 0      | 12    | 0    |
| Оксфорд Юнайтед (аренда)  | 2017/18    | Лига 1       | 17    | 3    | 0     | 0     | 0          | 0          | 0      | 0      | 17    | 3    |
| Халл Сити (аренда)        | 2018/19    | Чемпионшип   | 39    | 3    | 1     | 0     | 1          | 0          | 0      | 0      | 41    | 3    |
| Куинз Парк Рейнджерс      | 2019/20    | Чемпионшип   | 32    | 1    | 2     | 0     | 2          | 0          | 0      | 0      | 36    | 1    |
| Куинз Парк Рейнджерс      | 2020/21    | Чемпионшип   | 28    | 2    | 1     | 0     | 0          | 0          | 0      | 0      | 29    | 2    |
| Куинз Парк Рейнджерс      | Итог       | Итог         | 60    | 3    | 3     | 0     | 2          | 0          | 0      | 0      | 65    | 3    |
| Ковентри Сити             | 2021/22    | Чемпионшип   | 11    | 1    | 0     | 0     | 0          | 0          | 0      | 0      | 11    | 1    |
| Общий итог                | Общий итог | Общий итог   | 226   | 14   | 12    | 0     | 3          | 0          | 0      | 0      | 241   | 14   |

## Достижения

### «Челси»
- Чемпион Премьер-лиги для резервистов: 2010/11
- Обладатель Молодёжного кубка Англии: 2012